# أليكس إيلدر
أليكس إيلدر (بالإنجليزية: Alex Elder)‏ (25 أبريل 1941 بليسبورن في المملكة المتحدة - ) هو لاعب كرة قدم أيرلندي شمالي في مركز الدفاع. شارك مع منتخب أيرلندا الشمالية لكرة القدم. أما مع النوادي، فقد لعب مع ستوك سيتي وغلينتوران ونادي بيرنلي وليك تاون ‏.

## وصلات خارجية
- أليكس إيلدر على موقع قاعدة بيانات كرة القدم.إي يو (الإنجليزية)
- أليكس إيلدر على موقع ناشيونال فوتبول تيمز (الإنجليزية)